# Happisburgh
Happisburgh ([ˈheɪzbrə] ) ist eine Ortschaft in der englischen Grafschaft Norfolk. Hier wurden die ältesten bislang aus Europa bekannten fossilen Fußspuren von frühen Verwandten des anatomisch modernen Menschen (Homo sapiens) entdeckt.
Die Ortsfläche beträgt 10,78 km². Bei der Volkszählung 2001, noch vor der Gründung der Ortschaft Walcott, betrug die Einwohnerzahl 1372.

## Sehenswürdigkeiten

### St. Mary’s Church
Der Turm der Kirche St. Mary’s aus dem 15. Jahrhundert ist ein wichtiger Anhaltspunkt, um die Seefahrer vor den nahen Sandbänken zu warnen. 1940 ließ ein deutscher Bomber auf seinem Heimflug eine zuvor eingeklemmte Bombe ab, deren Schrapnells noch immer in den Säulen des Seitenflügels der Kirche zu sehen sind. Das achteckige Taufbecken, ebenfalls aus dem 15.
 Jahrhundert, ist mit geschnitzten Löwen und Satyrn versehen.

### Leuchtturm
Das Happisburgh Lighthouse ist der älteste funktionstüchtige Leuchtturm in East Anglia.

## Küstenerosion
Die Ortschaft ist vor allem infolge des Klimawandels stark von der Küstenerosion betroffen, wodurch bereits mehrere Häuser zusammengebrochen sind. Von 1959 an wurden Abwehrbauten errichtet, die das Wasser des Meeres aufhalten sollen. Auf BBC erschien im Dezember 2022 ein Bericht, der den aktuellen Stand beschreibt.

## Prähistorischer Fundort
Bei Happisburgh befindet sich eine aus paläanthropologischer Sicht bedeutende Ausgrabungsstätte, in der 2010 Steinwerkzeuge gefunden wurden, die mit einem Alter von 780.000 Jahren deutlich vor der bislang angenommenen ersten Besiedlung Großbritanniens durch Frühmenschen vor 700.000 Jahren entstanden waren. Das ist insofern bedeutsam, als die bisherige Vorstellung, dass die Frühmenschen nur in einer relativ warmen Zwischeneiszeit mit mediterranem Klima so weit nach Norden vorgedrungen seien, aufgegeben werden musste. Die Sedimente von Happisburgh zeugen von einem sehr viel kälteren eiszeitlichen Klima, das etwa dem Klima des heutigen Südskandinavien entsprach.
2013 wurden dort außerdem menschliche Fußspuren entdeckt, die somit die ältesten menschlichen Fußspuren sind, welche bislang außerhalb Afrikas gefunden wurden. Die Spuren hatten unter Sand verborgen überdauert, waren jedoch im Jahr 2013 von einer Sturmflut freigelegt worden. Schon wenige Wochen später sind sie von der Flut abgetragen worden. 2020 wurde publiziert, die Spuren ähnelten am ehesten den aus Ileret (Kenia) bekannten Fußspuren von Homo erectus.
Bei den untersuchten Sedimenten handelt es sich um das damalige Ufer der Themse, etwa 25 km landeinwärts von der damaligen Küste. Die Menschen konnten zu dieser Zeit über Land einwandern, weil Großbritannien aufgrund des viel niedrigeren Meeresspiegels mit dem Festland verbunden war.

## Galerie

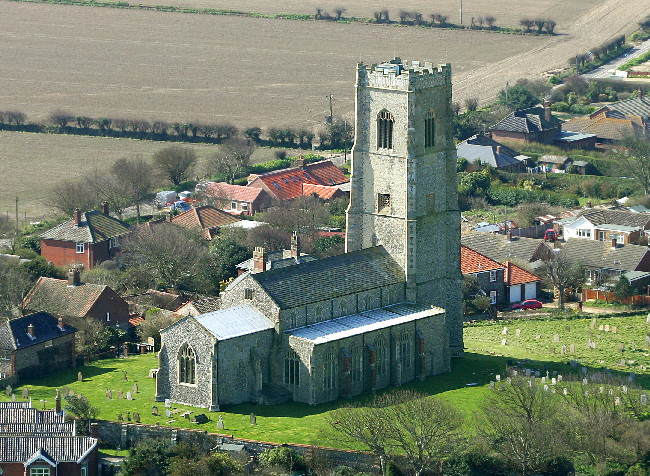
Saint Mary’s Church
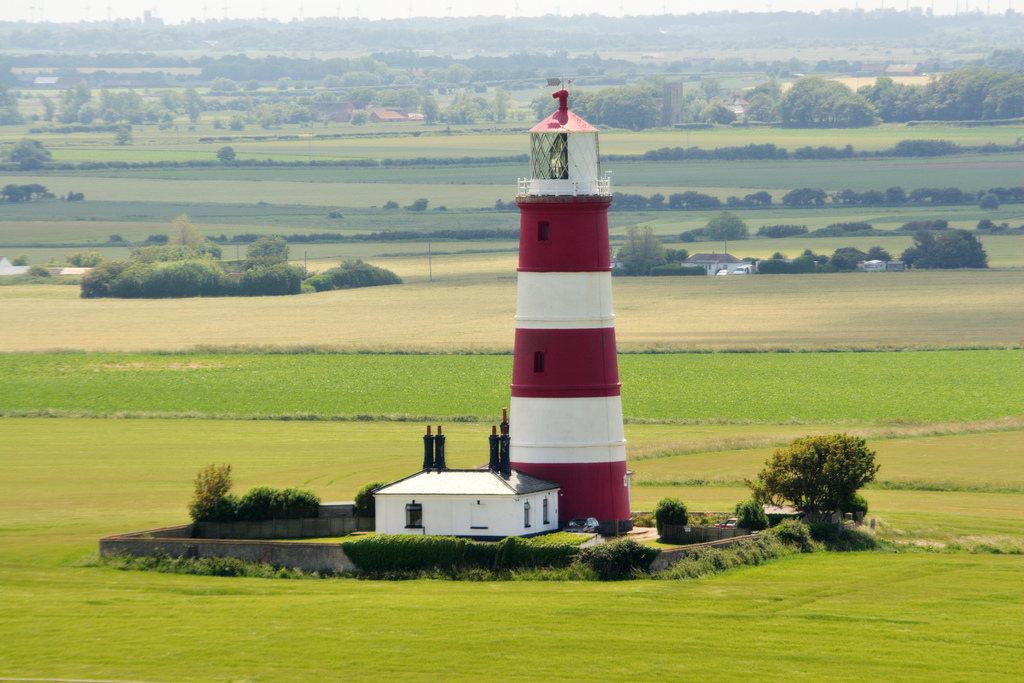
Leuchtturm
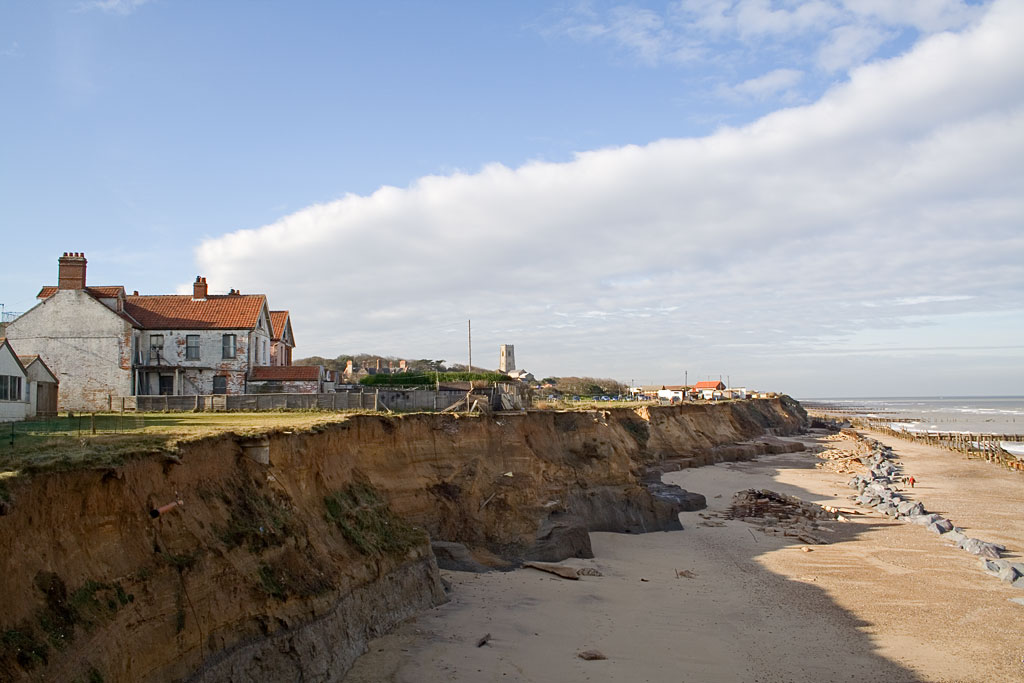
Blick auf die Küstenerosion
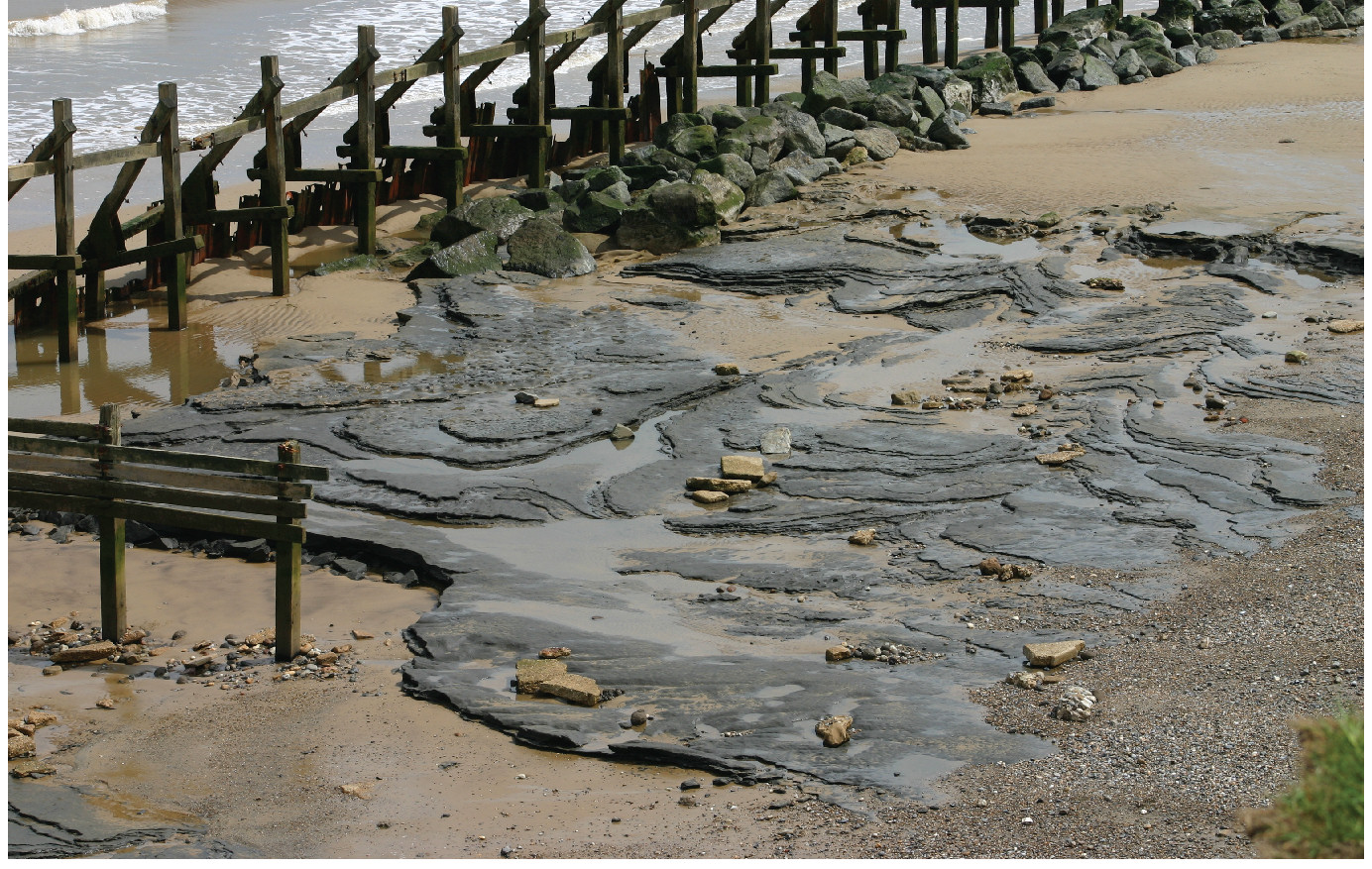
Fundstelle der fossilen Fußspuren
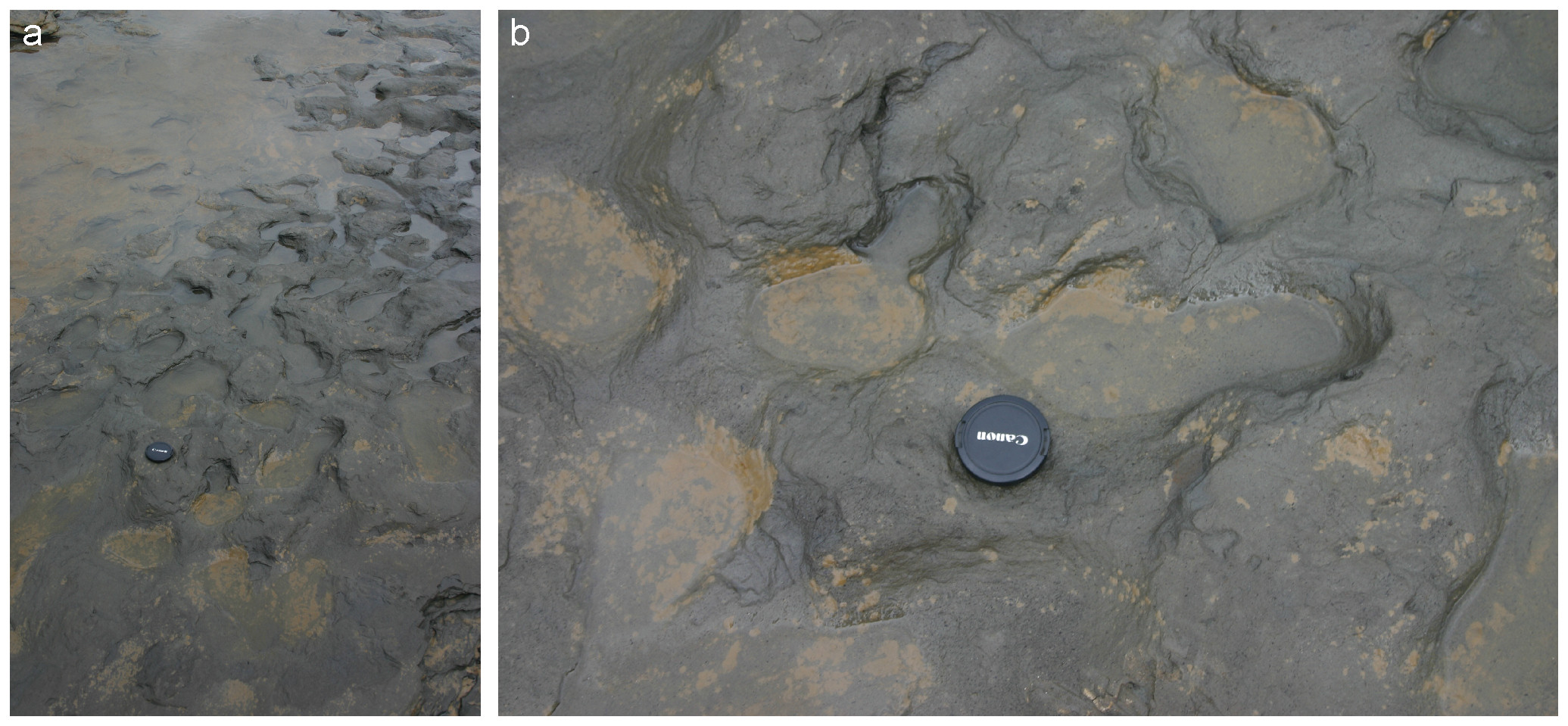
Nahaufnahme der Fußspuren (mit Objektiv-Deckel einer Kamera als Größenvergleich)

## Persönlichkeiten
- Charles William Peach, Naturwissenschaftler und Geologe
- Richard Porson (1759–1808), Gelehrter der klassischen Altertumswissenschaften